# 松久淳
松久 淳（まつひさ あつし、1968年12月23日 - ）は、日本の作家。

## 経歴
東京都葛飾区生まれ。上智大学文学部新聞学科卒。
月刊誌編集者を経て、フリーの編集者・ライターに。書籍以外に、雑誌の特集、ムック、映画パンフレットなども多く手がける。
1999年にエッセイ『男の出産』で単行本デビュー。
2000年に小説『天国の本屋』を発表。発売時の売れ行きは芳しくなく、在庫品となっていたものを岩手県盛岡市「さわや書店」店長が偶然読んで感動し、独自に宣伝して評判を広めたことによりロングセラーとなった。
『天国の本屋』も含め、「松久淳＋田中渉」という筆名のコンビ作家としても活動している。
2010年、第13回みうらじゅん賞受賞。みうらじゅんの語り下ろし本の執筆も多数手がけている。
サタミシュウ名義の著作がある。

## 主な作品

### 「松久淳」著作
- 男の出産　1999（河出書房新社／新潮文庫）
- 愛があるから大丈夫　2003（主婦の友社）
- ヤング晩年　2003（小学館）
- 愛の教訓　2004（小学館）
- マリコはたいへん!　2006（小学館／小学館文庫）
- 彼女が望むものを与えよ　2007（光文社）　＊サタミシュウに名義変更し2018年文庫化。
- どうでもいい歌　2010（小学館）
- 中級作家入門　2014（角川書店）
- もういっかい彼女　2016（小学館）
- 猫の話をそのうちに　2017（小学館）
- 走る奴なんて馬鹿だと思ってた　2019（山と渓谷社）

### 「松久淳＋田中渉」著作
- 天国の本屋　2000（かまくら春秋社／新潮文庫）
- 天国の本屋 うつしいろのゆめ　2002（木楽舎／新潮文庫）
- 天国の本屋 恋火　2002（小学館／小学館文庫／新潮文庫）
- プール　2002（小学館）
- 四月ばーか　2003（講談社／講談社文庫）
- 白いお別れ　2003（幻冬舎／幻冬舎文庫）＊文庫刊行時「ホワイトグッドバイ」から改題
- ラブコメ　2004（小学館／小学館文庫）
- ウォーターマン　2005（講談社）
- ストーリー&テリング　2006（小学館／小学館文庫）
- ラブかストーリー　2007（小学館）
- あの夏を泳ぐ 天国の本屋　2008（新潮社／新潮文庫）
- ふしぎ自転車チャリィ　2008（小学館）
- かみつき　2014（扶桑社）
- 麻布ハレー　2017（誠文堂新光社）
- きっと嫌われてしまうのに　2017（双葉社）

### 「サタミシュウ」著作
- 私の奴隷になりなさい　2005（角川書店／角川文庫）　＊文庫時「スモールワールド」から改題

- ご主人様と呼ばせてください　2005（角川書店／角川文庫）　＊文庫時「リモート」から改題
- おまえ次第　2008（角川文庫）
- はやくいって　2009（角川文庫）
- 恋するおもちゃ　2011（角川文庫）
- 彼女はいいなり　2012（角川文庫）
- かわいい躾　2012（角川文庫）
- SでもMでもなくこれは恋とか愛　2014（角川文庫）
- 私はただセックスをしてきただけ　2015（角川文庫）
- 彼女が望むものを与えよ　2018（角川文庫）　＊松久淳の2007年作品を名義変更し文庫化。

### 共著
- 吹替映画大事典　1995（三一書房、とり・みき他と吹替愛好会として）
- 美　2001（小学館、リリー・フランキー他と日本美女選別家協会として）
- 夢の中まで語りたい　2008（マガジンハウス／マガジンハウスポケット、大泉洋との共著）＊新書刊行時「男のミカタ１　夢の中まで語りたい」に改題
- 男のミカタ　2009（マガジンハウス／マガジンハウスポケット、大泉洋との共著）＊新書刊行時「男のミカタ２　酒の席で説教はやめてください」に改題

## 寄稿
- 高橋幸宏『Turning The Pages Of Life THE BEST OF YUKIHIRO TAKAHASHI IN EMI YEARS 1988-1996』（2009年） - ライナーノーツ執筆

## 映像化作品
- 天国の本屋〜恋火　2004.6公開（主演：竹内結子／監督：篠原哲雄／配給：松竹） - 「天国の本屋」と「天国の本屋 恋火」の2作品が原作。
- ラブコメ　2010.9公開（主演：香里奈／配給：ショウゲート）
- 私の奴隷になりなさい（2012　主演：壇蜜／配給：角川映画）
- ご主人様と呼ばせてください　私の奴隷になりなさい・第２章（2018　主演：行平あい佳／配給：角川映画）
- おまえ次第　私の奴隷になりなさい・第３章（2018　主演：杉山未央／配給：角川映画）

## 人物
- 好きな作家は野坂昭如と筒井康隆。影響を受けた作家は永倉万治と景山民夫。
- 海外の作家で好きなのはニール・サイモンとレイモンド・チャンドラーである。
- 好きなミュージシャンはムーンライダーズと高橋幸宏。バート・バカラック。
- もっとも尊敬する人物は広川太一郎。映画評を多く手がけるが、得意ジャンルは洋画吹替と、ヒュー・グラントを筆頭とするラブコメ映画。
- 1999年に刊行されたとり・みきの漫画『御題頂戴』（ぶんか社）に「軟体人間・松久淳」がキャラクターとして登場している。[1]
- 2009年、40歳の頃に鬱状態に陥ったが立ち直った。当時を振り返って、松久はみうらじゅんの言葉に勇気づけられたと述べている。